# バラード (ドヴォルザーク)
バラード ニ短調 作品15（B.139）は、アントニン・ドヴォルザークが1884年に作曲したヴァイオリンとピアノのためのバラード。

## 概要
本作は『London Magazine of Music』誌の1884年クリスマス号に合わせて作曲された。当時のドヴォルザークにはイングランドから多くの委嘱が舞い込んでおり、これによって国外での名声が高まっていた時期であった。
交響曲第7番完成から時間をおかずに書かれた本作は、この交響曲をはじめとして同時期に作曲が行われたピアノ三重奏曲第3番、スケルツォ・カプリチオーソ、序曲『フス教徒』同様に暗く、劇的で押しの強い性格をしている。この傾向は「スラブ期」に入ると気ままな民謡調に取って代わられることになる。

## 楽曲構成
Lento - Allegro agitato - Tempo I 4/4拍子 ニ短調
演奏時間は約6分。ヴァイオリンの低音側を主に使うように書かれている。ピアノの和音による伴奏に乗って、ヴァイオリンが主題を提示する（譜例1）。
譜例1
曲の中央ではアルペッジョの伴奏に支えられて譜例2の旋律が奏される。
譜例2
情熱的な中間部は長くは続かず、元のテンポに戻ると譜例1が再現される。最後は弱音に落ち着く中でニ長調に転じて、明るい響きによって閉じられる。